# Łąki w Komborni
Łąki w Komborni este o arie protejată (sit de importanță comunitară — SCI) din Polonia întinsă pe o suprafață de 13,14 ha, integral pe uscat.

## Localizare
Centrul sitului Łąki w Komborni este situat la coordonatele 49°41′48″N 21°51′08″E / 49.6967°N 21.8522°E.

## Înființare
Situl Łąki w Komborni a fost declarat sit de importanță comunitară în octombrie 2009 pentru a proteja 4 specii de animale.

## Biodiversitate
Situată în ecoregiunea continentală, aria protejată conține 1 habitat natural: Pajiști cu Molinia pe soluri calcaroase, turboase sau argilos-nămoloase (Molinion caeruleae).
La baza desemnării sitului se află mai multe specii protejate:
- amfibieni (1): izvoraș-cu-burta-galbenă (Bombina variegata)
- nevertebrate (3): fluturele purpuriu (Lycaena dispar), Phengaris nausithous, Phengaris teleius

Pe lângă speciile protejate, pe teritoriul sitului au mai fost identificate 3 specii de plante, 1 specie de nevertebrate.